# Enicospilus sinicus
Enicospilus sinicus är en stekelart som beskrevs av Tang 1990. Enicospilus sinicus ingår i släktet Enicospilus och familjen brokparasitsteklar. Inga underarter finns listade i Catalogue of Life.